# Vinalmont
Vinalmont (en wallon Vénåmont) est une section de la commune belge de Wanze située en Région wallonne dans la province de Liège. C'était une commune à part entière avant la fusion des communes de 1977.

## Étymologie
- 1137 Uinazmont
- 1188 de Vinaciomonte : Mont de Vinacius, anthroponyme gallo-romain.
- 1231 de Vinalimonte : mont aux vignes (du latin uinalem montem, réinterprété par des clercs latinisants, d'après l'usage populaire Vinåmont)[1]
- 1694 Vignamont

## Démographie
- Sources:INS, Rem:1831 jusqu'en 1970=recensements, 1976= nombre d'habitants au 31 décembre

## Histoire
On y cultiva la vigne jusqu'au XVIIe siècle, plus exactement jusqu'en hiver 1694, quand les troupes de Louis XIV mirent le feu aux sarments lors de la marche de Vignamont (Vinalmont), près de Huy, au pont d'Espierre sur l’Escaut du 22 au 25 août 1694. Le maréchal de Luxembourg verrouille ainsi la frontière du Nord de la France.
Vinalmont englobe aussi les hameaux de Wanzoul et du Roua et fait partie du Parc naturel des Vallées de la Burdinale et de la Mehaigne.
Célèbre pour ses carrières, Vinalmont présente de nombreux bâtiments et vestiges du temps passé (châteaux, églises, potales). Le village et ses hameaux abritent diverses maisons en pierres du pays dont la particularité est de blanchir en vieillissant sous l'effet des intempéries.

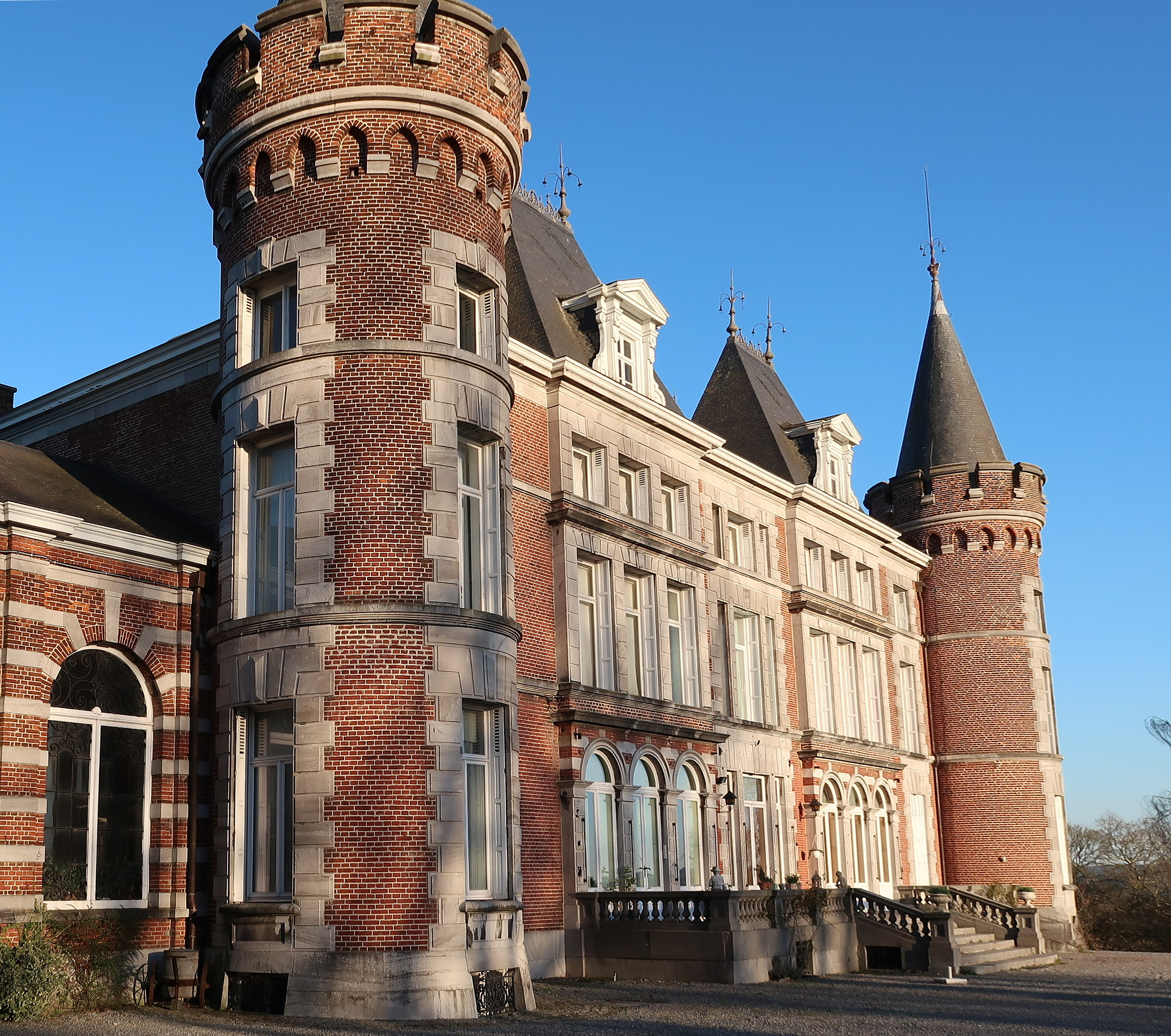
Château de Vinalmont.
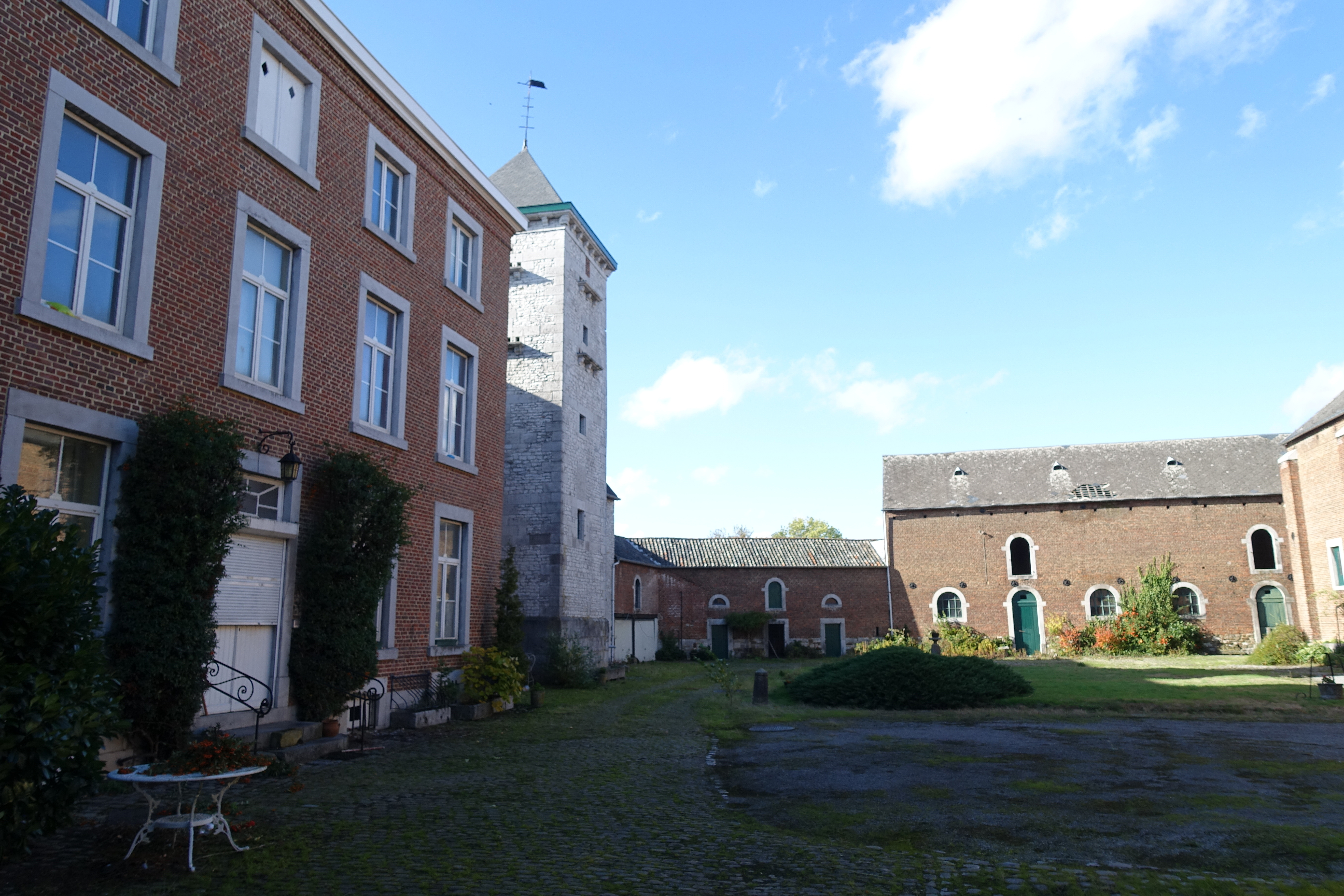
Ferme de la Tour Vinalmont.
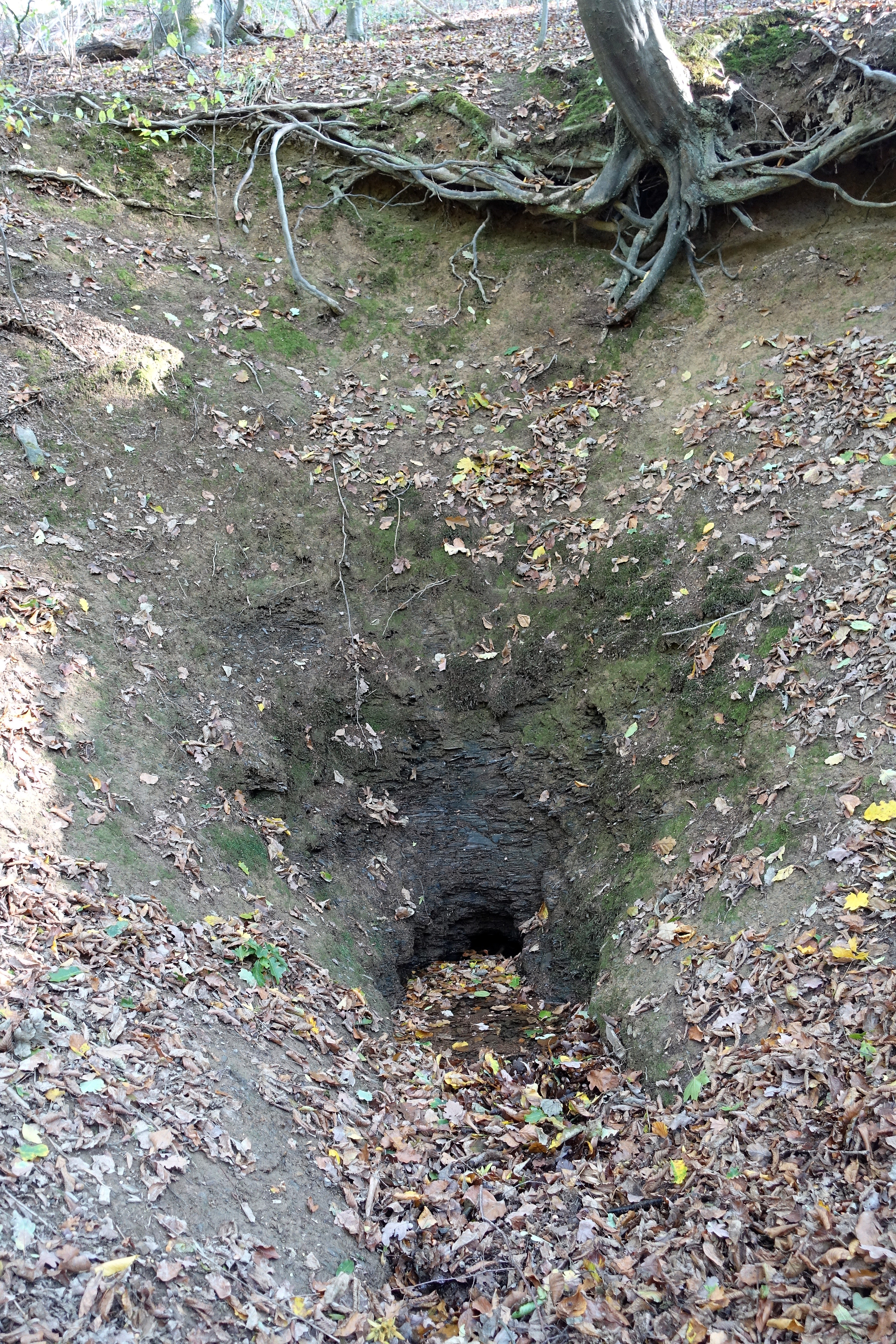
Source de la Reine ou de l'Areine des mines de fer.